# Centrophorus westraliensis
Il centroforo occidentale (Centrophorus westraliensis White, Ebert & Compagno, 2008) è uno squalo della famiglia dei Centroforidi. Fino alla sua descrizione nel 2008 da parte di William Toby White, della Commonwealth Scientific and Industrial Research Organisation (CSIRO), David A. Ebert, del Pacific Shark Research Center di Moss Landing (California), e Leonard J. V. Compagno, dello Shark Research Center dell'Iziko South African Museum di Città del Capo, era considerato una variante di centroforo ottuso (Centrophorus harrissoni).

## Descrizione
Il centroforo occidentale è una specie di acque profonde relativamente poco conosciuta, con testa allungata e robusta, muso lungo e appiattito, bocca grande e occhi enormi. Il corpo, che può raggiungere una lunghezza massima registrata di 91 cm nei maschi e 102,7 cm nelle femmine, è sottile e di dimensioni moderate, ed è di colore variabile tra il grigio e il bruno-grigiastro, con regioni inferiori più chiare. Possiede due pinne dorsali, la prima più grande della seconda: ognuna di esse è dotata di una breve spina, un margine posteriore bianco e una chiazza scura verso la parte anteriore, più evidente nei giovani. La grossa pinna caudale è asimmetrica, con lobo superiore più lungo di quello inferiore. Nei giovani le pinne dorsali presentano un margine nerastro che si estende dal margine medio-anteriore alla punta posteriore, quasi libera, mentre negli adulti il margine scuro è meno distinto, seppur evidente.
Gli adulti di entrambi i sessi hanno denti superiori diritti, solo leggermente obliqui lateralmente, e molto più piccoli di quelli inferiori. Come nel centroforo ottuso, maschi e femmine hanno denti di forma differente: nei maschi i denti della mascella superiore sono molto più allungati e verticali e quelli della mascella inferiore hanno le punte ricurve all'insù. I denti dei giovani hanno cuspidi più oblique degli adulti, ma non così tanto.

## Biologia
La biologia della specie è poco nota. È ovovivipara e i piccoli, alla nascita, misurano circa 30 cm di lunghezza.

## Distribuzione e habitat
È presente solamente in una ristretta area dell'oceano Indiano orientale, in prossimità dell'angolo sud-occidentale dell'Australia, tra la Shark Bay e Capo Leeuwin. Vive in oceano aperto, in acque comprese tra 616 e 750 m di profondità.

## Rapporti con l'uomo
La specie è relativamente al sicuro, perché frequenta acque poco battute dai pescherecci. Tuttavia, la ristrettezza del suo areale ne fa una specie vulnerabile.